# Liesertal
Dolina reke Jezernice/ Lieser (nemško Liesertal), približno 50 km dolg pritok reke Drave na Zgornjem Koroškem / Avstrija obsega, vključuje Pöllatal, Katschtal, Liesertal in Liesergraben, pri čemer se odsek med Gmündom in Liesereggom v ožjem smislu imenuje Liesertal. Odsek doline je že od nekdaj del alpskega prehoda preko Radstädter Tauern in Katschberg. Trenutno poteka po dolini Turska avtocesta (A 10) in Katschberška cesta (B 99), od katere se pri Seebachu odcepi Millstätterska cesta (B 98).

## Geografija
Dolina reke Jezernice/Lieser v ožjem smislu se začne v Gmündu (741 m) po sotočju z reko Malta. Izraz Lieser izhaja iz indogermanskega *(E)Lesure, kar pomeni 'dolina ljubezni'. Zoženje Liesertal pri Gmündu ima velik prometni pomen. Poleg nekdanje zvezne ceste 99 (zdaj deželne ceste) in Turske avtoceste, je eden od dolinskih prehodov Altersbergbrücke, po ozki dolini pa sta še dve manjši cesti. Na levi strani doline proti začetku Visokih Tur, stara cesta med Lieserhofenom in Trebesingom večinoma sledi starodavni rimski cesti. Manjše stranske doline na levi strani so Hintereggergraben z naselji Altersberg in Zelsach ter Radlgraben. Na desni, strmejši strani ob boku Millstätterskih Alp, začetku Nockberge, je cesta čez Platz, stara povezava med gospostvom Gmünd in gradom Sommeregg pri Jezernici (Seebodnu) ob Milštatskem jezeru. Na Lieserhofen / Lieseregg (638 m) se dejansko konča Liesertal. Najnižji del doline med Seebachom in Špitalom ob Dravi, ki seka Millstätter See-Rücken, se imenuje Lieserschlucht.

## Zgodovina
4. maja 1201 je Liesertal pretresel močan potres. Epicenter tega prvega v Avstriji oprijemljivega težkega potresa je lokaliziran glede na najnovejše ugotovitve med sv. Petrom / Rennweg in Gmündom. Uničena sta bila gradova Katsch in Weissenstein v Dravski dolini. Porušene so bile tudi nekatere cerkve. Škoda na romanskih vhodnih vratih  Milštatskega samostana je verjetno tudi posledica tega potresa.